# تونی ادکاک
تونی ادکاک (انگلیسی: Tony Adcock؛ زادهٔ ۲۷ مارس ۱۹۶۳) یک بازیکن فوتبال است.
از باشگاه‌هایی که در آن بازی کرده‌است می‌توان به باشگاه فوتبال برادفورد سیتی، باشگاه فوتبال کولچستر یونایتد، باشگاه فوتبال نورث‌همپتون تاون، باشگاه فوتبال منچستر سیتی، باشگاه فوتبال هیبریج، باشگاه فوتبال لوتون تاون، و باشگاه فوتبال پیتربورو یونایتد اشاره کرد.

## زندگی حرفه‌ای
تونی در بثنال گرین، لندن به دنیا آمد. وی فوتبال حرفه‌ای را با باشگاه فوتبال کولچستر یونایتد در سن ۱۸ سالگی شروع کرد.